# Маккартни, Джордж
Джордж Макка́ртни (англ. George McCartney; родился 29 апреля 1981, Белфаст) — североирландский футболист, защитник. Воспитанник «Сандерленда». С 2001 по 2010 год выступал за национальную сборную Северной Ирландии, сыграв за неё 34 матча.

## Клубная карьера
Маккартни начал карьеру в молодёжной академии «Сандерленда». 28 мая 1998 года подписал с клубом свой первый профессиональный контракт. В 2000 году дебютировал в основном составе команды в матче Кубка Футбольной лиги против «Лутон Таун». В сезоне 2003/04 Маккартни был назначен капитаном «Сандерленда» в отсутствие Джейсона Макатира, надолго выбывшего из-за травмы. В 2005 году болельщики признали его «игроком сезона» в «Сандерленде».
Большую часть сезона 2005/06 Маккартни пропустил из-за травмы.

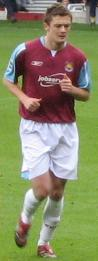
Маккартни в 2006 году

8 августа 2006 года Маккартни перешёл в «Вест Хэм Юнайтед», подписав с лондонским клубом четырёхлетний контракт. Его дебют за «молотков» состоялся 24 октября 2006 года в матче Кубка Футбольной лиги против «Честерфилда». После ухода из команды Пола Кончески Маккартни стал игроком основного состава в команде Алана Кербишли. В сезоне 2006/07 он провёл 25 матчей за «молотков».
4 ноября 2007 года Маккартни забил свой первый гол за «Вест Хэм» в Премьер-лиге в матче против «Болтон Уондерерс». В сезоне 2007/2008 Маккартни сыграл за «молотков» во всех 38 матчах Премьер-лиги. По окончании сезона он был продан в свой бывший клуб «Сандерленд». После продажи Энтона Фердинанда и Джорджа Маккартни «против воли» Алана Кербишли, последний подал заявление об отставке с поста главного тренера «Вест Хэма».

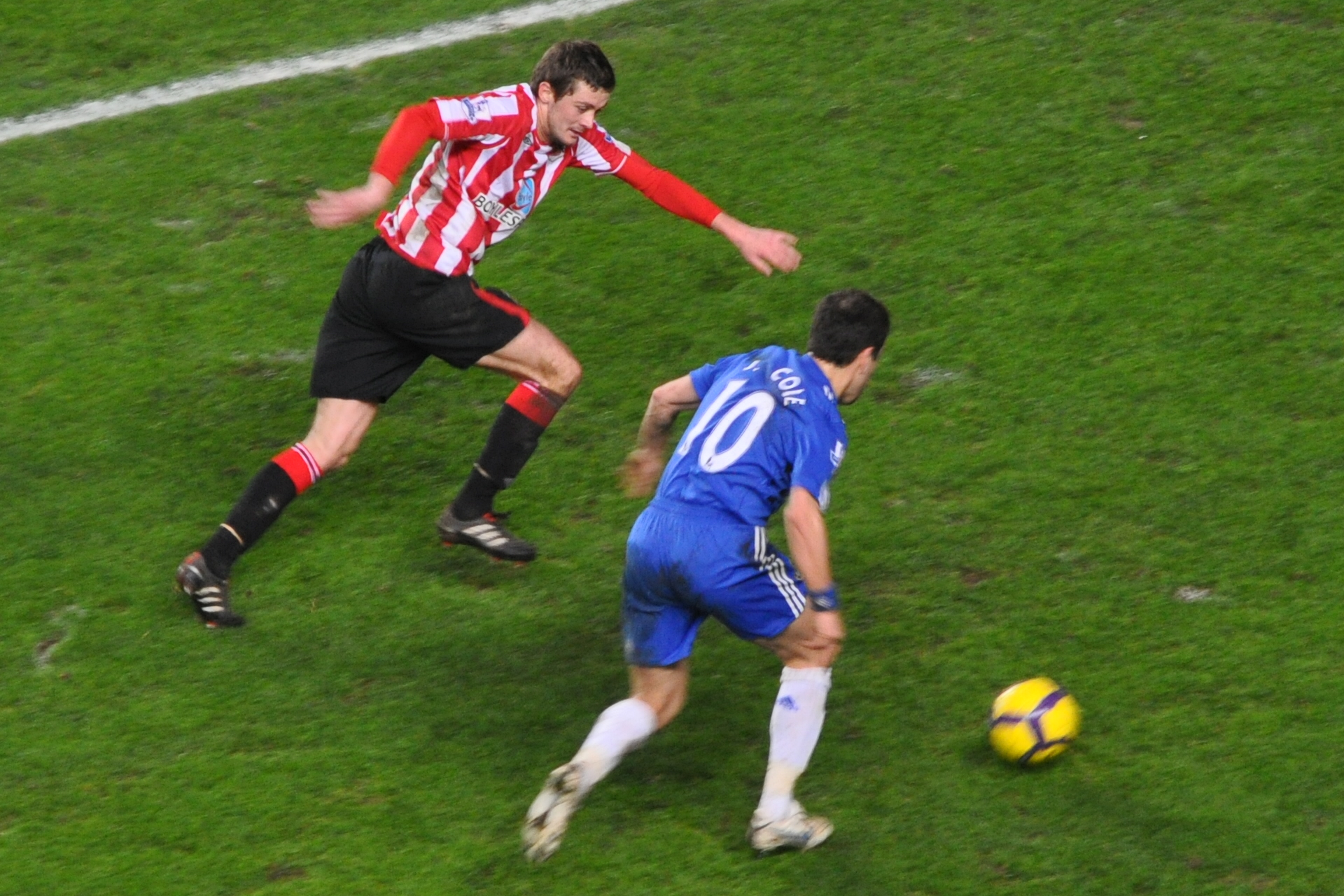
Маккартни в матче против «Челси»

В 2008 году Маккартни вернулся в «Сандерленд», подписав с «чёрными котами» пятилетний контракт. Под руководством Роя Кина он регулярно выступал в основном составе, но после прихода Стива Брюса на тренерский пост «Сандерленда» Маккартни часто травмировался и уступил место в основе Энтону Фердинанду. Чтобы вновь обрести игровую форму после травмы колена, в сентябре 2010 года Маккартни отправился в аренду в «Лидс Юнайтед». 25 сентября дебютировал в составе «Лидса» в йоркширском дерби против «Шеффилд Юнайтед».
10 августа 2011 года Маккартни отправился в сезонную аренду в «Вест Хэм Юнайтед». 4 марта 2012 года забил свой первый гол после возвращения в состав «молотков» в матче против «Кардифф Сити». По окончании сезона 2011/12 одноклубники признали Маккартни лучшим игроком сезона. По итогам сезона 2011/12 «Вест Хэм» вышел в Премьер-лигу.
1 июля 2012 года Маккартни стал игроком «Вест Хэма» уже на постоянной основе, подписав с клубом двухлетний контракт. В ноябре 2012 года в матче с «Ливерпулем» получил серьёзную травму колена. Вернулся на поле 30 марта 2013 года в матче против «Вест Бромвич Альбион», однако получил рецидив травмы колена и покинул поле через 15 минут. Его следующее появление в основном составе «молотков» случилось 27 августа 2013 года в матче Кубка Футбольной лиги против «Челтнем Таун».

## Карьера в сборной
Маккартни провёл четыре матча за сборную Северной Ирландии до 18 лет. В 2000 году получил вызов в молодёжную сборную Северной Ирландии, за которую провёл 5 матчей. В сентябре 2001 года дебютировал в составе основной сборной Северной Ирландии. Всего сыграл за сборную 34 матча и забил один гол.

## Достижения
Сандерленд
- Победитель Чемпионата Футбольной лиги: 2004/05
- «Игрок сезона» в «Сандерленде»: 2004/05
- Член «команды сезона» Чемпионата Футбольной лиги: 2004/05

 Вест Хэм Юнайтед
- Победитель плей-офф Чемпионата Футбольной лиги: 2011/12
- «Игрок сезона» по версии футболистов «Вест Хэм Юнайтед»: 2011/12